# Episodi di Claws (prima stagione)
La prima stagione della serie televisiva Claws, composta da 10 episodi, è stata trasmessa in prima visione assoluta negli Stati Uniti dal canale TNT dall'11 giugno al 13 agosto 2017.
In Italia la stagione è stata dapprima interamente pubblicata sul servizio on demand di Mediaset Infinity TV il 1º novembre 2017 e poi è andata in onda dal 27 novembre 2017 sul canale a pagamento Premium Stories.
| n° | Titolo originale | Titolo italiano    | Prima TV USA   | Pubblicazione Italia |
| -- | ---------------- | ------------------ | -------------- | -------------------- |
| 1  | Tirana           | Sogni nel cassetto | 11 giugno 2017 | 1º novembre 2017     |
| 2  | Funerary         | Il funerale        | 18 giugno 2017 | 1º novembre 2017     |
| 3  | Quicksand        | Sabbie mobili      | 25 giugno 2017 | 1º novembre 2017     |
| 4  | Fallout          | La caduta          | 2 luglio 2017  | 1º novembre 2017     |
| 5  | Bats**t          | L'esca             | 9 luglio 2017  | 1º novembre 2017     |
| 6  | Self-Portrait    | Autoritratto       | 16 luglio 2017 | 1º novembre 2017     |
| 7  | Escape           | La fuga            | 23 luglio 2017 | 1º novembre 2017     |
| 8  | Teatro           | Il ritorno         | 30 luglio 2017 | 1º novembre 2017     |
| 9  | Ambrosia         | Ambrosia           | 2 agosto 2017  | 1º novembre 2017     |
| 10 | Avalanche        | La valanga         | 13 agosto 2017 | 1º novembre 2017     |

## Sogni nel cassetto
- Titolo originale: Tirana
- Diretto da: Nicole Kassell
- Scritto da: Eliot Laurence[3]

### Trama
Nella Contea di Manatee in Florida, la manicurista Desna Simms ricicla denaro dalla vendita di antidolorifici per il suo fidanzato Roller, il nipote del boss bi-sessuale della Dixie Mafia Clay "Uncle Daddy" Husser, attraverso il suo salone di Nail Artisans. Spera di risparmiare abbastanza denaro per comprare un salone più bello e una casa dove possa prendersi miglior cura del fratello autistico, Dean. Una delle sue colleghe, Polly, è stata appena rilasciata per frode e si unisce a Desna e ai suoi amici ad una festa di Capodanno al bar di Clay, "She She's", una discoteca transessuale. Compiaciuto del successo riscosso da Roller come spacciatore, Clay gli concede un maggiore profitto. Desna scopre che Clay le ha rifiutato un sostanziale bonus che le aveva promesso, e si confronta con Roller, ma questo si rifiuta di aiutarla. Inoltre, insiste sul fatto che lei licenzi Polly e la sostituisca permanentemente con la sua amante Virginia, che Desna considera nient'altro che una prostituta. Invece, lei e le sue impiegate aggrediscono Virginia e la umiliano pubblicamente. Lo stress la convince a tagliare fuori le ragazze, le uniche di cui può davvero fidarsi. Più tardi, durante una visita a casa di Roller, Desna scatta, attacca Roller e cerca di annegarlo. Ma lui ha la meglio ed inizia a soffocare Desna, ma Virginia lo uccide.

## Il funerale
- Titolo originale: Funerary
- Diretto da: Howard Deutch
- Scritto da: Eliot Laurence[4]

### Trama
Desna e Virginia mettono il corpo di Roller in una barca a cui danno fuoco e fingono una sparatoria per coprire il suo omicidio. A loro insaputa, la barca bruciata a metà si ferma su una costa vicina e la polizia trova i resti. Quando Desna va a visitare Virginia il giorno dopo, Desna scopre che è scappata. La migliore amica di Desna, Jenn, è la moglie del fratello maggiore di Roller, Bryce, un life coach collegato alla mafia. Bryce, un ex drogato, informa le altre ragazze che Roller è scomparso. Viene rivelato che Polly è una bugiarda patologica quando assume un'altra personalità mentre parla con un gruppo di adolescenti durante un programma ordinato dal tribunale. Clay chiama Desna per incontrarla e le chiede di trovare Virginia, poiché sospettoso della sua scomparsa. Desna la trova mentre soggiorna in uno sporco motel e la convince a tornare. Clay offre a Bryce la possibilità di gestire i suoi traffici di pillole, ma Jenn, un'alcolizzata in fase di recupero, lo implora di rifiutar l'incarico, temendo la vita da gangster e la tentazione di tornare a drogarsi. Desna scopre che un nuovo salone di lusso che vuole acquistare non è più disponibile, a causa di un incidente in cui il dottor Brickman, che lavora per Clay, interrompe la giornata lavorativa del salone. Durante i funerali di Roller, una Virginia malconcia irrompe affermando che qualcuno ha cercato di ucciderla.

## Sabbie mobili
- Titolo originale: Quicksand
- Diretto da: Jamie Travis
- Scritto da: Eliot Laurence

## La caduta
- Titolo originale: Fallout
- Diretto da: Victoria Mahoney
- Scritto da: Janine Sherman Barrois

## L'esca
- Titolo originale: Bats**t
- Diretto da: Howard Deutch
- Scritto da: Janine Sherman Barrois

## Autoritratto
- Titolo originale: Self-Portrait
- Diretto da: Tricia Brock
- Scritto da: Leila Gerstein

## La fuga
- Titolo originale: Escape
- Diretto da: Shira Piven
- Scritto da: Bruce Rasmussen

## Il ritorno
- Titolo originale: Teatro
- Diretto da: Nicole Kassell
- Scritto da: Maisha Closson

## Ambrosia
- Titolo originale: Ambrosia
- Diretto da: Marta Cunningham
- Scritto da: Jeff Augustin

## La valanga
- Titolo originale: Avalanche
- Diretto da: Howard Deutch
- Scritto da: Eliot Laurence